# WWH-OBD
WWH-OBD (del inglés World Wide Harmonized On-Board-Diagnostic) es la denominación de un proyecto de estándar internacional (futura norma ISO 27145) para la armonización de la diagnosis onboard de vehículos pesados, para un mayor control de las emisiones contaminantes.

## Desarrollo
Los vehículos incorporan sistemas de diagnosis onboard para, por medio de software y de un conjunto de sensores (por ejemplo, la sonda lambda), detectar averías de funcionamiento y monitorizar emisiones contaminantes. Este tipo de diagnosis no requiere la conexión de un tester externo (lo que se conoce como "diagnosis offboard"). La manera en que se realiza la diagnosis onboard está regulada por estándares, de los que existe una gran variedad, como la SAE J1939, el OBD-II y el JOBD japonés.
La idea de adoptar un estándar universal surge por iniciativa de la Organización de Naciones Unidas. Los requerimientos de la futura ISO 27145 se fijaron en un documento emitido por este órgano en 2006 bajo el título de Global Technical Regulation 5. Dichos requerimientos se centraron principalmente en la diagnosis de emisiones de vehículos pesados, si bien el objetivo es poder en un futuro extender el estándar a la diagnosis de turismos.
La armonización de estándares regionales que persigue la WWH-OBD no implica la unificación de los niveles permitidos de emisiones de partículas contaminantes, que seguirán siendo competencia de las autoridades regionales; su contenido se centra más bien en el funcionamiento de la monitorización de emisiones y las interfaces de comunicaciones de los vehículos. 
La ISO es quien se está encargando de satisfacer el encargo de la ONU, elaborando el estándar WWH-OBD sobre la base de normas ya existentes, bien completándolas (ISO 14229, ISO 15765), bien incorporándolas directamente (como en el caso de la ISO 15031). 
WWH-OBD no supone una variación significante respecto a los protocolos de diagnosis UDS y KWP2000; algunas de sus novedades son, por ejemplo, nuevas clases de errores.